# Eric Woolfson
Eric Woolfson (Glasgow, 18 marzo 1945 – Londra, 2 dicembre 2009) è stato un cantante, tastierista, produttore discografico e sceneggiatore britannico, noto per essere stato co-fondatore del gruppo rock The Alan Parsons Project.

## Biografia
Woolfson nacque in una famiglia ebraica a Charing Cross, Glasgow; successivamente la famiglia si trasferisce a Erskine. Frequentò la High School of Glasgow. L'interesse per la musica fu dato da uno zio e pensò di suonare il pianoforte. Dopo la scuola fece per breve tempo il ragioniere, prima di trasferirsi a Londra per lavorare in ambito musicale.
Woolfson sposò Hazel nel 1969 ed ebbero due figlie e quattro nipoti.
Eric Woolfson era membro della comunità ebraica di Glasgow; appassionato sin da ragazzo di letteratura e di politica,  fu nei primi anni ottanta anche membro attivo dell'ora estinto Partito Socialdemocratico Inglese.
Morì la mattina del 2 dicembre 2009 a causa di un tumore al rene. Riposa nel Cathcart Cemetery di East Renfrewshire a Glasgow.

## Carriera

### Gli inizi
Arriva a Londra nel 1963 lavorando come pianista, e successivamente divenne compositore, collaborando con    all'epoca autori come Andrew Lloyd Webber e Tim Rice.
Nel 1971, con l'aiuto di Eric Stewart, Kevin Godley, Lol Creme e Graham Gouldman (più tardi 10cc), pubblicò un singolo con il nome Eric Elder, "San Tokay"-"Sunflower", con etichetta Philips 6006 081 e (US) Philips 40699. Woolfson produsse un singolo di Graham Gouldman, "Nowhere to Go" - "Growing Older" pubblicato nel 1972 dalla CBS (7739). A cavallo degli anni '60-'70 Woolfson fu produttore per diverse case discografiche quali Arista Records ed Epic Records  Nonostante il successo le difficoltà economiche lo spinsero a intraprendere l'attività di manager.
Il successo arrivò subito; i due primi artisti messi sotto contratto furono Carl Douglas e Alan Parsons.

### The Alan Parsons Project
Nel 1974 incontra Alan Parsons agli Abbey Road Studios mentre lavoravano a progetti diversi. Parsons chiese a Eric di diventare suo manager, lavorando assieme ad altre band come  Cockney Rebel,  Ambrosia e The Hollies.
Nel 1975 Eric e Alan formano The Alan Parsons Project, pensato in origine come nome per il progetto di collaborazione tra i due. Dal 1976 al 1987, Woolfson e Parsons scrivono testi e musica di dieci album, raggiungendo oltre 50 milioni di copie vendute; nel 1990 Woolfson lascia la band per intraprendere una carriera solista. In quel periodo Woolfson  fu coautore di tutti i brani della band.

### Carriera solista
Freudiana fu originariamente pensato come undicesimo album di The Alan Parsons Project, ma Woolfson pensò di realizzarne un musical. Mentre l'album veniva registrato, Brian Brolly conobbe Woolfson e promise di aiutarlo nell'opera musicale; con l'aiuto di Brolly, Woolfson riuscì nell'impresa.

## Musical
Il suo primo musical fu Freudiana, messo in scena nel (1991), poi Gaudi (1996) e Gambler (1997). Una quarta opera Edgar Allan POE, sulla vita di Edgar Allan Poe, vide la luce agli Abbey Road Studios di Londra nel 2003. Il successivo album Poe: More Tales of Mystery and Imagination contiene quasi tutti i brani dell'opera mentre Edgar Allan Poe tutte e 17 le tracce.

## Produttore discografico
Significativa fu anche la sua carriera come produttore discografico, avendo lavorato con artisti quali Rolling Stones, Andrew Loog Oldham, Marianne Faithfull, Swinging Blue Jeans, Poets, Kansas, Tremeloes, Art Movement.

## Discografia The Alan Parsons Project
- 1976 - Tales of Mystery and Imagination - Edgar Allan Poe
- 1977 - I Robot
- 1978 - Pyramid
- 1979 - Eve
- 1980 - The Turn of a Friendly Card
- 1982 - Eye in the Sky
- 1984 - Ammonia Avenue
- 1985 - Vulture Culture
- 1986 - Stereotomy
- 1987 - Gaudi

## Discografia solista
- 1990 Freudiana
- 1991 Freudiana
- 1996 Gaudi
- 1997 Gambler
- 2003 Poe: More Tales of Mystery and Imagination
- 2009 Eric Woolfson sings The Alan Parsons Project That Never Was -
- 2009 Edgar Allan Poe

## Musical
- 1990 Freudiana (musical) - Dedicato a Sigmund Freud
- 1995 Gaudi - Dedicato all'architetto catalano Antoni Gaudí
- 1996 Gambler - Dedicato al gioco d'azzardo
- 2003 Edgar Allan Poe - Dedicato ad Edgar Allan Poe
- 2007 Dancing with Shadow